# リナス&シモナ

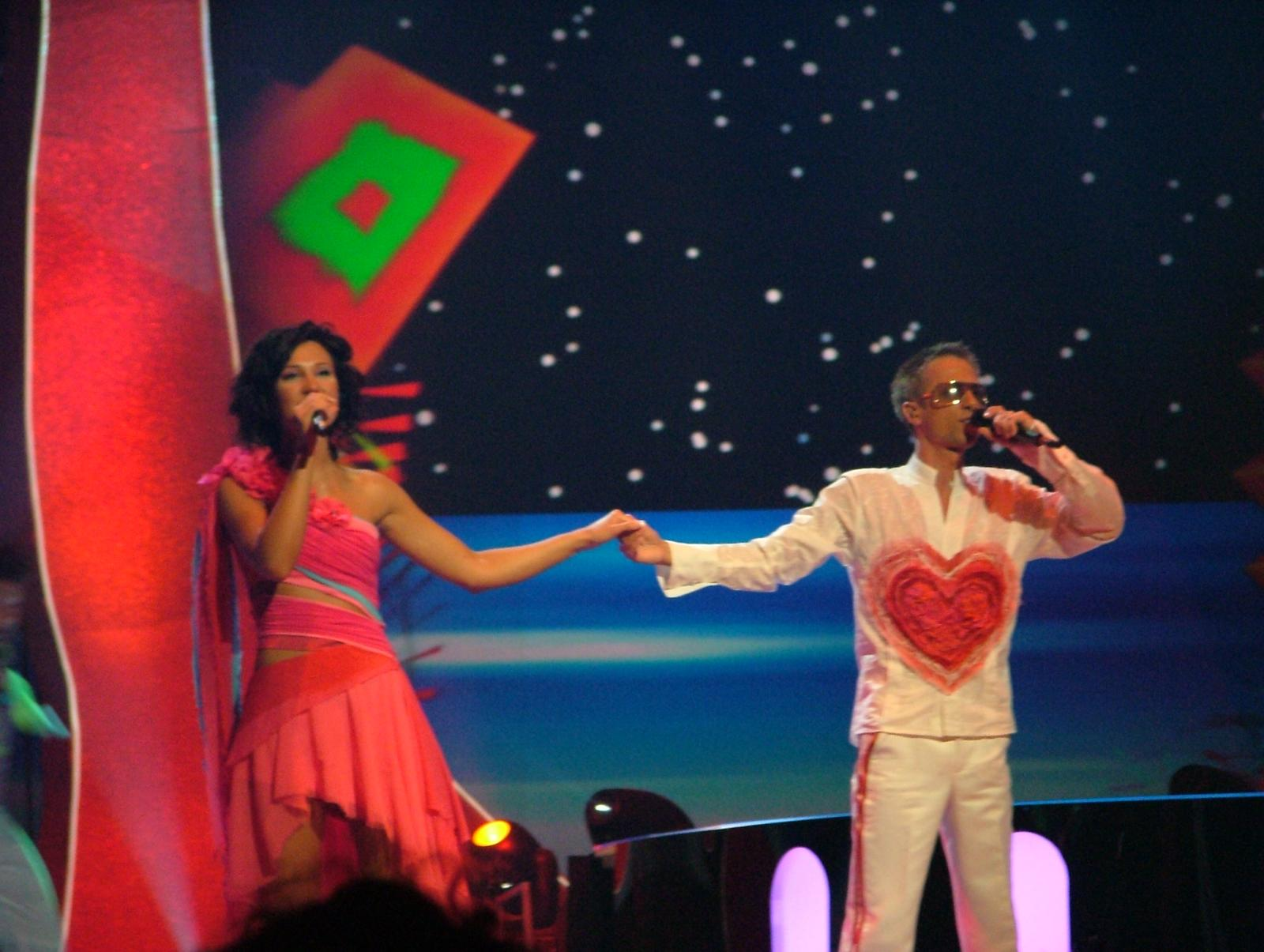
ユーロビジョン2004におけるリナス&シモナ

リナス&シモナ（Linas & Simona）はリトアニアのポピュラー音楽デュエット。ユーロビジョン・ソング・コンテスト2004にリトアニア代表として出場し、「What's Happened to Your Love?」を披露した。結果は準決勝で16位。その後、数曲を発表した。

## メンバー
- リナス・アドマイティス (Linas Adomaitis)
- シモナ・ヤクベナイテ (Simona Jakubėnaitė)